# Discoharpacticus mirabilis
Discoharpacticus mirabilis är en kräftdjursart som beskrevs av Noodt 1954. Discoharpacticus mirabilis ingår i släktet Discoharpacticus och familjen Harpacticidae. Inga underarter finns listade i Catalogue of Life.